# دیدگاه فیلون درباره خدا
فیلون اهل اسکندریه (۳۰ پیش از میلاد - ۵۰ پس از میلاد)، یک نویسنده پیشتاز در جامعه یهودی هلنیستی در اسکندریه‌ی مصر بود. او به‌طور گسترده به زبان یونانی کوینه در مورد مشترکات فلسفه، سیاست و دین در زمان خویش می‌نوشت، به صورت خاص ارتباطات میان فلسفه افلاطونی یونانی و اواخر دوران معبد دوم یهودیت را مورد کاوش قرار داد. به عنوان مثال، هفتادگانی (ترجمه یونانی انجیل عبرانی و سایر کتب) و قانون یهودیت (که هنوز هم توسط عالمان یهودی در این دوره در حال توسعه بود) را به عنوان نقشه راه روشن‌گری فردی حفظ کرد.
فیلون داستان‌های پنتاتیوک (پنج کتاب اول انجیل) را به صورت استعاره‌ها و نمادهای مفصلی تفسیر نمود. او تجربه غیرعینی یهودیت باستان را رد نکرد؛ با این وجود مکرراً توضیح داد که هفتادگانی نمی‌تواند بشکل یک تاریخ عینی و واقعی درک شود. فیلون تا حد زیادی از فلسفه یونانی معاصر متأثر شده بود. به‌طور مثال، او توضیح داد که قالب‌های ایده‌آل یونانی برای منطق و حکمت، حقیقت عمیق و عرفانی خدا و یهودیت را به تصویر می‌کشند.
فیلون الهیات خود را هم از طریق نفی نظریات متضاد و هم از طریق توضیحات مشرح و مثبت ماهیت خدا بیان نمود. در بیانیه نفی‌گرایانه اش، ماهیت خدا را از ماهیت جهان فیزیکی جدا کرد. او گزیده‌های الهیات سنت خاخامی شامل تعالی خدا را با ناتوانی بشر در امر مشاهده خدای غیرقابل توصیف یکپارچه ساخت. از سوی دیگر او کاملاً با این نظریه که خدا به صورت فعالانه جهان را تغییر می‌دهد، پر از شور و اشتیاق است، از توبه بندگان متأثر می‌شود و به مردمان برگزیده اش کمک می‌رساند، مخالفت کرد.
فیلون خدا را با بهشت، جهان یا انسان مشابه نمی‌دانست؛ خدای مورد نظر او فراتر از زمان و مکان بوده و دارنده هیچ‌یک از خصایص یا احساسات انسانی نبود. او استدلال می‌کرد که خدا دارای هیچ صفتی نیست و نتیجتاً دارای هیچ اسمی نبوده و بنابرین نمی‌تواند در فهم و درک انسان بگنجد. در عین حال، خدا تغییرپذیر نیست: او همیشه یکسان است. به هیچ موجود دیگری نیازمند نیست و متکی بخود است. هیچگاه زوال ندارد، او صرفاً وجود است و با هیچ موجود دیگری رابطه ندارد.

## دادن جنبه‌های انسانی به خدا
فیلون این بیانات انجیل را که به خداوند جنبه‌های انسانی می‌دهد (انسان‌انگاری)، به او دست و پا قایل می‌شود، چشم و گوش می‌دهد، زبان و حلقوم می‌دهد را بی ایمانی مطلق می‌داند. او می‌گوید کتب آسمانی خود را به ادراک انسانی تطبیق می‌دهند؛ به دلایل آموزشی، خدا گاهی به صورت یک مرد معرفی می‌شود. این دلایل سبب شده‌اند تا خصایص و جنبه‌های انسانی به خدا نسبت داده شود. این در حالیست که خدا تحت تأثیر احساسات غیر منطقی قرار نمی‌گیرد، مثلاً در کتاب خروج (انجیل) ۱۲، زمانی که موسی در حالت ناخوشایندی قرار دارد، به تنهایی خدا را می‌بیند و راحت می‌شود. او از غم، درد و تمام احساسات ناپسند آزاد است، اما موسی مکرراً خدا را آمیخته با عواطف انسانی نشان داده‌است؛ و این سبب شده‌است تا او اظهار ندامت و توبه کند.
به‌طور مشابه، خدا نمی‌تواند در مکان وجود داشته یا تغییرپذیر باشد. او هیچ «جای» خاصی نیست، در هیچ مکانی نیست. او خودش مکان است؛ مکان بودن خدا یعنی خود خدا، به قسمی که در میشنا آمده= «خدا هست»، این امر با فلسفه عقیدتی یونانی‌ها سازگاری دارد که هستی تمام اشیا در خدا جمع شده‌است. بنابرین خدا بدون حرکت است، به گونه‌ای که در انجیل بیان شده‌است که «خدا ایستاده‌است».

## دکترین صفات الهی
همان‌طور که در بالا نشان داده شد، فیلون مکرراً تلاش کرد تا ذات الهی را، در مطابقت با رواقی‌گری، بصورت فعال دردنیا بیابد، اما نفرت افلاطونی او از ماده غالب شد، و در نتیجه هر زمانی که ادعا می‌کرد که خدا نمی‌تواند با شر در تماس باشد، شر را ماده تعریف کرده و نتیجتاً خدا را خارج از جهان قرار می‌داد. ازین‌رو او مجبور می‌شد تا فعالیت‌هایی که در جهان اتفاق می‌افتد را از وجود الهی جدا سازد و آنرا به قدرت الهی محول کند که گاهی مختص می‌شد به خدا و گاهی هم خارج از خدا قلم‌داد می‌گردید.
این آموزه (دکترین) که فیلون بر روی آن کار کرده، از عناصر بسیار متفاوتی شامل فلسفه یونانی، مفاهیم انجیل، نظریات غیر مسیحی و یهودیت قدیم تشکیل شده‌است. بخشی از عناصر یونانی از فلسفه افلاطونی به عاریت گرفته شده‌است، طوریکه قدرت‌های الهی از نظر نمونه‌ها یا اشکال اشیای حقیقی ادراک گردیده بودند («ایده‌های کهن الگو») و بخشی از آن‌ها نیز از فلسفه رواقی، بطوریکه در آن قدرت‌ها به عنوان علل مؤثر قلم‌داد گردیدند که نه تنها انواع اشیاء را نشان می‌دادند، بلکه همچنان آنها را تولید کرده و حفظ می‌کردند. آنها تمام جهان را پر کرده و در آنها تمام هستی و تمام اشیای منفرد نیز وجود دارد. فیلون تلاش کرد تا با تعیین این قدرت‌ها به صورت فرشتگان، این مفاهیم را با انجیل هماهنگ کند اما او یک ویژگی اساسی دیدگاه انجیل را از بین برد و بعداً از مفاهیم غیر مسیحی، دیوها (ib.) استفاده کرد و اخیراً تحت تأثیر دکترین یهودیت قدیم، تخت–ارابه، قرار گرفت که در نتیجه آن او به یک نحوی یکی از قدرت‌های اساسی خدا را جدا ساخت، موضوعی که بعداً به آن اشاره خواهد شد. در هاگادا این قدرت اساسی به دو بخش مخالف تقسیم می‌شوند و هر یک دیگری را تعدیل می‌کند.
به همین ترتیب فیلون دو صفت الهی نیکی و قدرت را از هم جدا می‌سازد. اینها نیز براساس نام‌های خدا بیان می‌شوند؛ اما توضیحات فیلون گیج کننده است. «Yhwh» واقعاً خدا را مهربان و بخشاینده معرفی می‌کند، در حالیکه «Elohim» عادل بودن خدا را به رخ می‌کشد. از سوی دیگر فیلون «Elohim»‏ را به عنوان «قدرت کیهانی» تفسیر کرده و زمانی که خلقت را مهم‌ترین ثبوت نیکی الهی قلم‌داد کرد، نیکی آسمانی را به صورت اخص در Θεός دریافت. در یک فعالیت موازی، دو قدرت و نمادهای آن و همچنین تجلیاتی که از سوی خدا آمده و توسعه به دو قدرت جدید، رابطه آنها با خدا و جهان، نقش آنها در خلقت، کارهایی که با انسان کرده‌اند و… در متون مقدس وارد شده. توضیحات فیلون اینجا به صورت کامل واضح نیست، چون او گاهی قدرت‌ها را به صورت عناصر کاملاً مستقل بیان می‌کند و گاهی هم آنها را صفات اصلی وجود الهی می‌داند.